# M/S Princess of Scandinavia

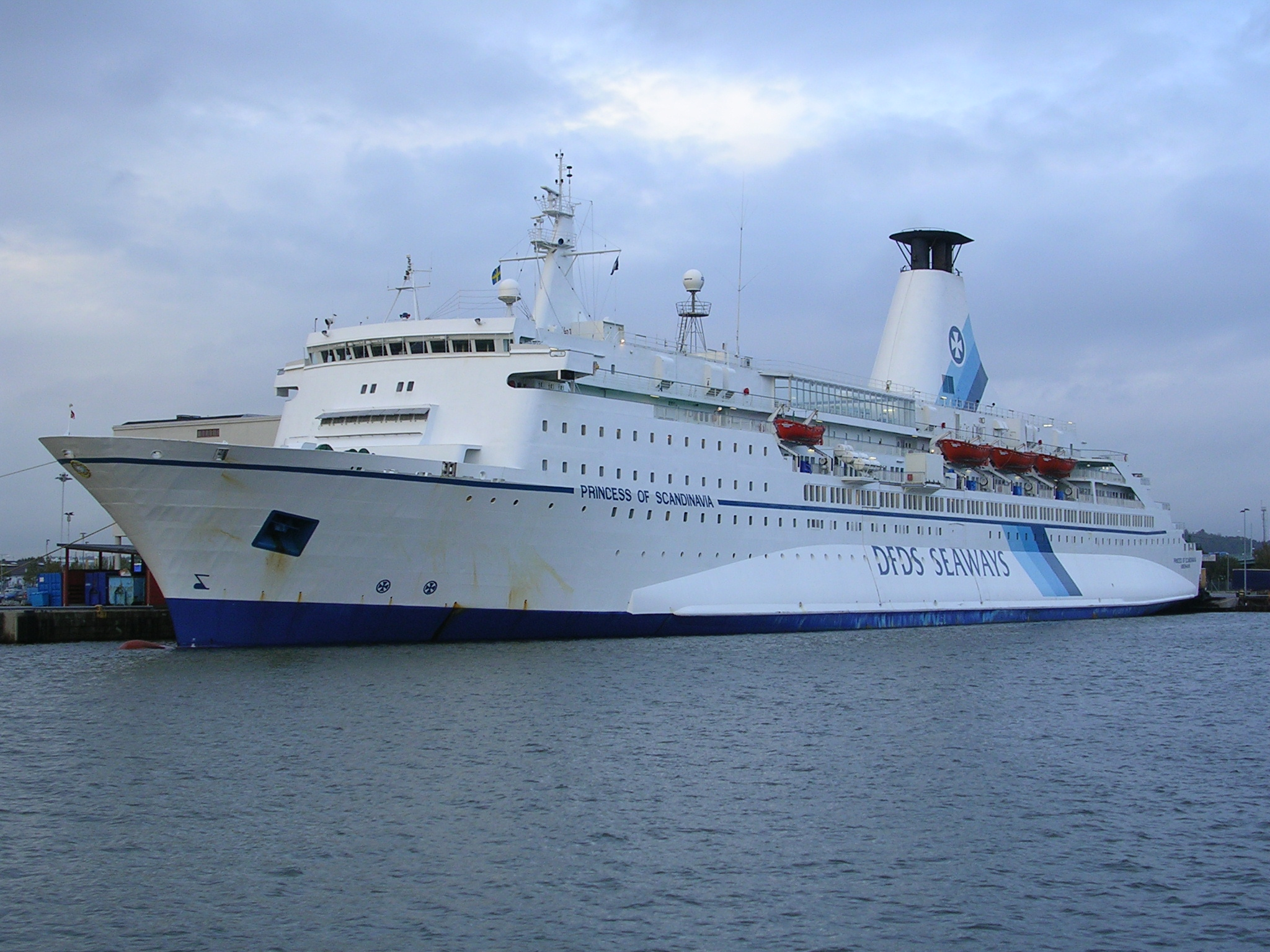
M/S Princess of Scandinavia i Göteborgs hamn, 2006.

M/S Princess of Scandinavia är ett fartyg som seglades för DFDS Seaways mellan åren 1981 och 2006. Hon levererades till Tor Line i april 1976 från Flender-Werke som M/S Tor Scandinavia. På hösten samma år råkade fartyget ut för en orkan på Nordsjön och blev 18 timmar försenat till Amsterdam. Mellan år 1999 och 2006 trafikerade hon linjen Göteborg–Newcastle. Hon har gått Göteborg–Amsterdam från 1970-talet till 1990-talet, Göteborg–Harwich under 1980- och 1990-talet, Göteborg–Felixstowe under 1970- och 1980-talet samt Göteborg–Köpenhamn 1998.
I november 2006 såldes fartyget till rederiet Moby Lines och det döptes om till M/S Moby Otta. Den går sedan dess på linjen Livorno–Olbia (Sardinien).
Hon är systerfartyg till M/S Tor Britannia.